# バハル・アル・ガザール地方
バハル・アル・ガザール地方（英語: Bahr el Ghazal）は、南スーダンの地方。南スーダン北西部に位置し、北バハル・アル・ガザール州、西バハル・アル・ガザール州、レイク州、ワラブ州の4州を指す。地方名は、この地域を流れるバハル・アル・ガザール川から取られた。この地域は東部のスッド大湿原と西部の高原からなり、主にディンカ人が自給農業や牧畜を営んでいる。人口393万人（2017年推定）。

## 歴史
この地域は歴史的に、北隣のダルフール地方のフール人に侵略を受け続けてきた。1864年にはエジプトのムハンマド・アリー朝の支配下に入り、エジプトがイギリスの保護国となるとこの地域は両国共同統治領英埃領スーダンの一部となった。共同統治下ではこの地域はイギリスの支配を受け、キリスト教の布教が進んだ。また、行政官からアラブ人を排除し、この地方出身者を中心とした統治機構を作り上げた。しかし1948年になるとこの地域はバハル・アル・ガザール州となり、アラブ人主体の北部スーダンとの一体化が進められるようになった
。これによりバハル・アル・ガザールをはじめ、南部全域で不満が増大し、1956年のスーダン独立後もこの不満は募る一方で、やがて1982年にはこの地方でジョン・ガランによってスーダン人民解放軍が結成され、第二次スーダン内戦が勃発することとなった。この内戦によってバハル・アル・ガザールは荒廃した。1996年には北部のスーダン政府はこの地方を4州へと分割したが、戦争は収まらず、2003年の停戦まで戦争は続いた。

## 行政区画

### 2015年以前
4州と22郡（アビエイ郡を除く）に分けられていた。またスーダンと領土問題のあるアビエイ郡はワラブ州に属していた。
- 北バハル・アル・ガザール州
- 西バハル・アル・ガザール州
- レイク州
- ワラブ州

### 2015年以降
サルバ・キール・マヤルディ大統領令によって10州に分けられた。
- 旧北バハル・アル・ガザール州
  - アウェル州
  - 東アウェル州
  - ロル州（北アウェル郡および西アウェル郡部）
- 旧西バハル・アル・ガザール州
  - ロル州
  - ワーウ州
- 旧レイク州
  - 東部レイク州
  - ゴク州
  - 西部レイク州
- 旧ワラブ州
  - ゴグリアル州
  - トンジェ州
  - トゥィク州
  - アビエイ（特別な行政区として州へは所属せず）